# Antonio Inoki
Antonio Inoki (アントニオ猪木), nome de nascimento Kanji Inoki (Yokohama, 20 de fevereiro de 1943 – 30 de setembro de 2022) foi um promotor de wrestling profissional e ex-lutador de Luta livre profissional e artes marciais misturadas japônes. Foi proprietário da New Japan Pro Wrestling (NJPW), a maior empresa de Luta Livre profissional do Japão. Inoki é considerado um dos principais ícones do mundo do wrestling profissional e MMA, e uma das figuras mais influentes do Puroresu.
Apesar de ter nascido no Japão, Inoki viveu sua infância no Brasil, onde imigrou. Antonio Inoki voltou ao Japão as 17 anos e virou discípulo de Rikidōzan, ex-lutador sumô e pai do wrestling profissional no Japão. Após o assassinato de Rikidozan, seus dois grandes discípulos fundaram duas companhias separadas, Giant Baba fundou a All Japan Pro Wrestling (AJPW) enquanto Inoki fundou a New Japan Pro Wrestling (NJPW). As duas companhias se tornariam grandes rivais.
Inoki era fanático por artes marciais e lutas, tendo treinado em Judô, Karatê e pelo estilo tradicional do Catch Wrestling, um estilo antigo e predecessor do wrestling profissional, pelo seu colega Karl Gotch. Para diferenciar a NJPW dos concorrentes, Inoki começou a lutar um estilo de luta livre que ele chamava de "Strong-style" (estilo forte) que era focado no uso de golpes realistas e que conectavam, e com finalizações reais de catch wrestling. Em 1976, em uma tentativa de mostrar que a luta livre profissional era a disciplina de luta dominante, participou da controversa luta de regras casadas contra o pugilista Muhammad Ali. A luta em si, que entrou para a história como um dos mais bizarros espetáculos jamais vistos, é vista como precursora do MMA moderno.
Antonio Inoki foi eleito para a Câmara dos Conselheiros duas vezes (1989–1995 e 2013–2019). Em 1990 viajou para o Iraque sozinho em uma missão não-oficial para negociar a liberação de 41 reféns japoneses prendidos por Saddam Hussein. Como parte de uma missão de paz e diálogo com a Coreia do Norte, a NJPW fez um evento na Coreia do Norte em uma co-produção com a WCW chamada de Kollision in Korea. A luta principal seria Inoki contra a lenda estadunidense Ric Flair. O evento detém o recorde maior evento de wrestling com um público ao vivo, com cerca de 340 mil espectadores (150 mil no primeiro dia e 190 mil no segundo) no Estádio Primeiro de Maio Rungrado.
Residiu em Nova Iorque até seus 79 anos. A sua estreia no wrestling decorreu em 1960, aposentando-se em 1998. Foi premiado pela Wrestling Observer Newsletter awards como o promotor do ano em 2001. Ele tem ascendência brasileira, pois o seu avô e sua avó nasceram lá. Seu irmão Hiroyasu Inoki é oitavo dan em Karatê shotokan e possui uma academia no Rio de Janeiro.
Morreu em 30 de Setembro de 2022 após complicações causadas por Amiloidose.